# Mardos

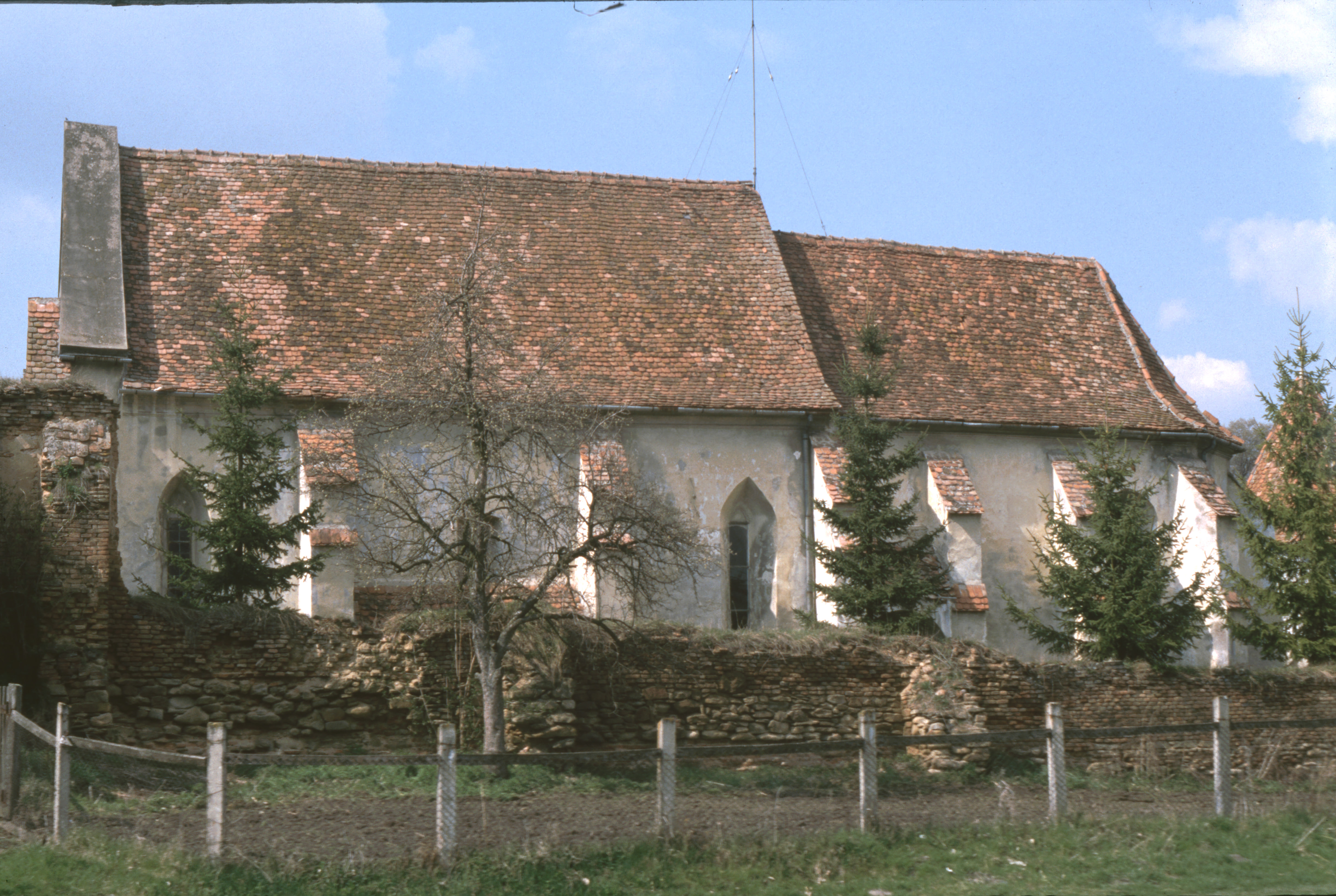

Mardos (románul: Moardăș, németül: Mardisch, helyi szász nyelvjárásban Arjasch) falu Romániában, Szeben megyében. Közigazgatásilag Sálfalva községhez tartozik.

## Fekvése
Medgyes városától 30 km-re délre, Nagyselyktől 19 km-re keletre található.

## Története
Első írásos említése 1373-ból maradt fenn.
A falu lelkésze által az 1930-as években írott monográfia azonban a falu alapítását mintegy száz évvel korábbra teszi. Nevének változatai Ardesch (1373), Argias (1414), Argyas (1415). Egyházi szempontból 1414-től Mardos a selyki káptalanhoz tartozott, de egy Károly Róbert által adott privilégium szerint a plébánost maguk választhatták.
A 18. században Medgyesszék alsó kerületéhez tartozott. 1876-ban Nagy-Küküllő vármegyéhez csatolták.

## Lakossága
Egy per dokumentumai alapján, amely a 13. századtól 1790-ig tartott egy bizonyos Farkas János családja és a mardosiak között folyt a határ miatt, arra lehet következtetni, hogy a faluban már a 13. században erős szász közösség élt. Az első népszámlálás a faluban 1516-ban volt. Ekkor a lakosságot negyven gazda, három özvegy, egy pásztor, egy molnár és egy iskolamester alkotta. A román lakosság 1740 után jelent meg. A 18. század elején a szász lakosság becsült száma 280 fő volt, a románok és cigányok együttesen 70 lelket számláltak. Az 1766-os összeírás szerint az ágostai vallást követők száma 202 volt. Az ortodox románok előbb a sáldorfi, majd a salkói parókiához tartoztak. Román görögkatolikus egyházközségét 1815-ben szervezték, amikor az akkor a faluban élő harminc román és cigány család egységesen áttért az unióra és kőtemplomot építettek maguknak. 1870-ben a faluban 154 házban 564 fő élt.
A 19. század végén - 20. század elején több család vándorolt ki Amerikába. 1930-ban a falu 628 lakosából 328 szász, 239 román volt. A második világháborúban a faluból 80-an vettek részt, egy harmaduk nem tért haza.
1945 januárjában számos szász lakost a Szovjetunióba deportáltak. A polgármesteri hivatal által 1946. november 9-én készített feljegyzés szerint 262 szász lakott a faluban, 44-en a Szovjetunióban voltak kényszermunkán, 45-ön Németországba távoztak. Az 1980-as és 1990-es években a szász lakosság Németországba települt át; míg 1977-ben 314 lakosából még 153 volt német nemzetiségű, 2002-re a német lakosság teljesen elfogyott.

## Látnivalók
A ma látható egyhajós gótikus csarnoktemplomot 1472-ben építették. Tornya 1880-ban leomlott. A templom orgonáját Samuel Joseph Maetz mester építette, de ezt 1993-ban Nagyváradra adták el. Az eredeti gótikus építményből a kórus maradt fenn, melynek boltívét növényi elemek és emberi alakok díszítik. A templomot várfal veszi körül, amelynek északkeleti és délnyugati oldalán egy-egy torony található.

## Híres szülöttei
- Christian Barth, evangélikus püspök (1584-1652)